# 袋田の滝
袋田の滝（ふくろだのたき）は、茨城県久慈郡大子町袋田にある滝。久慈川支流の滝川上流に位置し、滝は4段で長さは合計120メートル、幅73メートル。冬は、滝が凍結する「氷瀑」現象が発生することがあり、氷壁を登る人もいる。全面凍結はかつては毎年のように見られたが、近年は2012年が最後で、氷瀑の脇を水が流れる。
日本の名勝に指定されている。華厳滝、那智滝とともに日本三大名瀑の一つに挙げられる場合もあり、日本の滝百選にも選定されている。1990年（平成2年）に行われた日本の滝百選の人気投票では1位を取った。奥久慈県立自然公園に指定されているが、華厳滝が日光国立公園、那智滝が吉野熊野国立公園に指定されているのに対して、袋田滝は国立公園にも国定公園にも指定されていない。
江戸時代は水戸藩の領地内であり、水戸黄門として知られる徳川光圀が訪れたことがあるとされる。

## 成り立ち
大子町を含む久慈川沿いの地域は、西の八溝山地と東の阿武隈山地（久慈山地）の間にある比較的低い地域であるが、地質学的には新生代の中新世の中頃（およそ1500万年前頃）に堆積した地層でできている。地層が堆積した環境は、下位では川や沼などの淡水であるが、上位では海に棲む貝の化石が発見されるので、海であったことが分かる。つまり、今から1500万年前には太平洋の方から、海がこのあたりまで侵入していたのである。
地層は主に砂岩、礫岩や泥岩からできているが、火山灰などの火山噴出物からできた地層も少なからず見られる。そして、その代表格が奥久慈の名峰として名高い奥久慈男体山をつくる「男体山火山角礫岩層」である。これは海底で火山が噴火して、冷却する際に、大きな礫状に破壊されたあと全体が固まったもので、非常に固く浸食に強い地層である。奥久慈男体山を中心に南北に30km近くにわたって連なる急峻な尾根は、削り残されたこの地層によってできており、袋田の滝近くの月居山（つきおれさん）や生瀬富士もそれに含まれる。
袋田の滝は、久慈川の支流滝川の水が、何百万年もの浸食にも耐えてきた、かつての海底火山の噴出物が作る断崖から落ちることによって作られた。地形としては日光男体山の溶岩によって川がせき止められてできた日光の華厳滝に似ているが、この溶岩は約2万年前のもので、地質学的には袋田の滝の場合よりもはるかに新しい。

## 別名
この滝の別名である、四度の滝（よどのたき）は、滝川が4段に岩肌を落ちることから名づけられたとされる説と、昔、この地を訪れた西行が「この滝は四季に一度ずつ来てみなければ真の風趣は味わえない」と、この滝を絶賛したと伝えられていることから名づけられたとされる説がある｡

## 観瀑台
正面から滝の全景を観賞するためには、「袋田の滝トンネル」（長さ276メートル、高さ3メートル、幅員4メートル）を通って第1・第2観瀑台へ行く必要がある。入場料は、大人300円、中学生以下150円（ただし茨城県民の日〈11月13日〉は無料）。無休であるが、営業時間は、5月〜10月が8時〜18時、11〜4月が8時30分〜17時。この他、ライトアップ期間には夜間営業あり。袋田の滝トンネルの入り口には、今瀬剛一の句碑がある。
- 従来の観瀑台（第1観瀑台）へは、袋田の滝トンネルを通り、徒歩約5分。滝の上から3段目の目の前にある（最上段は見えない）。新観瀑台（第2観瀑台）完成後も引き続き利用可能である。
- 新観瀑台（第2観瀑台）が、2008年（平成20年）9月13日13時にオープンした。袋田の滝トンネルの途中に新設した2機のエレベーターで、上部に上がる（階段等は設けられておらず、エレベーターのみとなる）。3つのデッキからなり、従来の第1観瀑台よりも、第1デッキは約44メートル、第2デッキは約48メートル、第3デッキは約51メートル上にあるため、最上段を含めた滝の全景を観賞することができる。建設費約5億2000万円は、補助金なしに全て利用料収入から賄った。

なお有料の観瀑台を利用しない場合も、滝側面、および滝側面を登り月居山へと続くハイキングコースから滝の一部を見ることができる。ハイキングコースからは滝の縁を上流側から眺めることができる。

## 交通アクセス

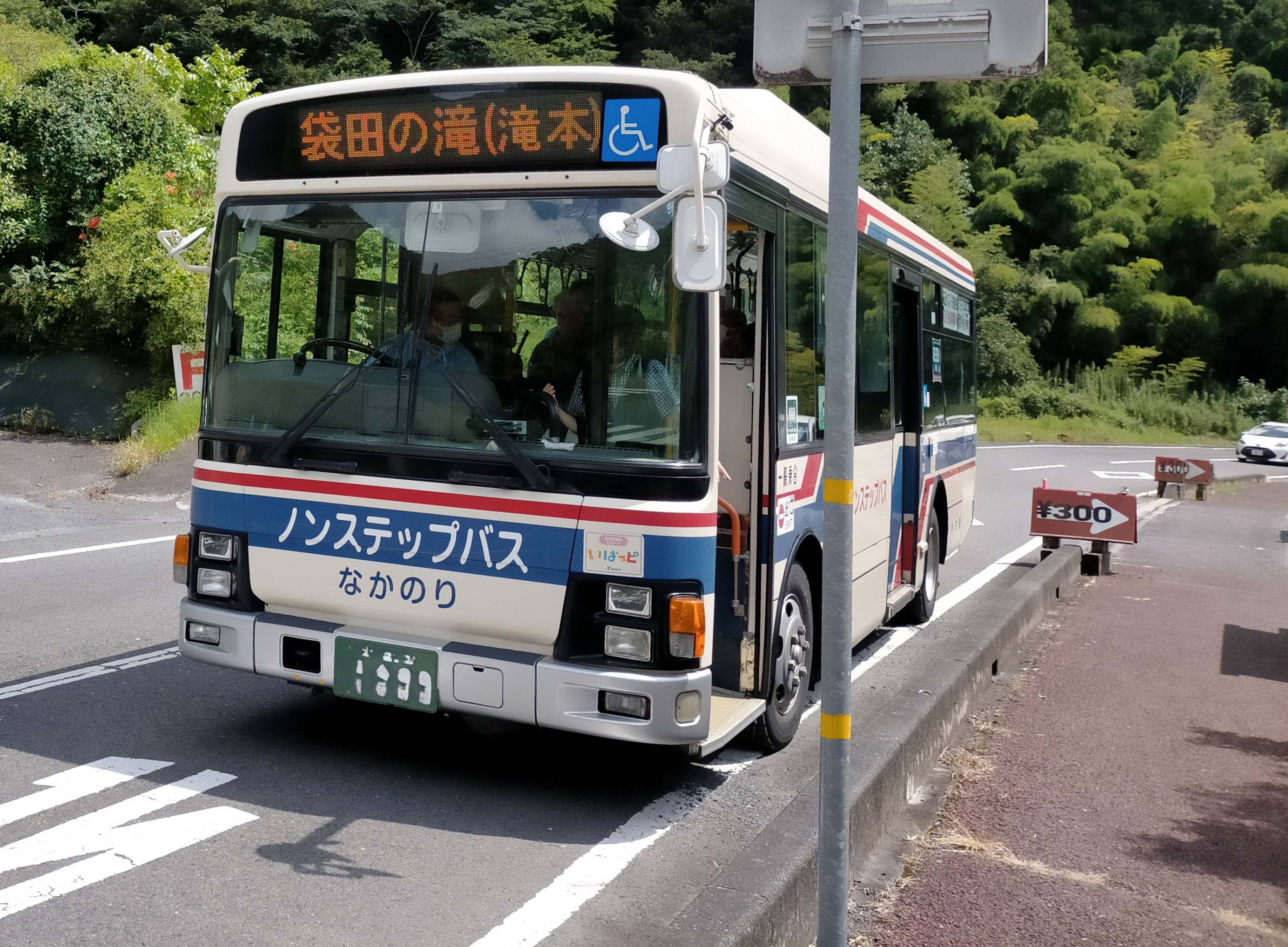
袋田の滝(滝本)と袋田駅を結ぶバス。

- JR水郡線袋田駅から茨城交通バス 滝本（袋田の滝）行で終点下車、徒歩8分程度[1]。
- JR水郡線常陸大子駅から大子町観光シャトルバスで終点下車（土休日および観光シーズンのみ運行）。
- 駐車場あり（町営の無料駐車場及び民営の有料駐車場）。
- 常磐自動車道の那珂ICから国道118号・県道324号で約42km。

2010年（平成22年）まではゴールデンウィーク・紅葉が見頃の時期に、高萩駅・花貫渓谷・竜神大吊橋からの臨時バス（観光周遊バス・定員制）が運行されていたが、2011年（平成23年）からは事前予約制となっている。

## ギャラリー

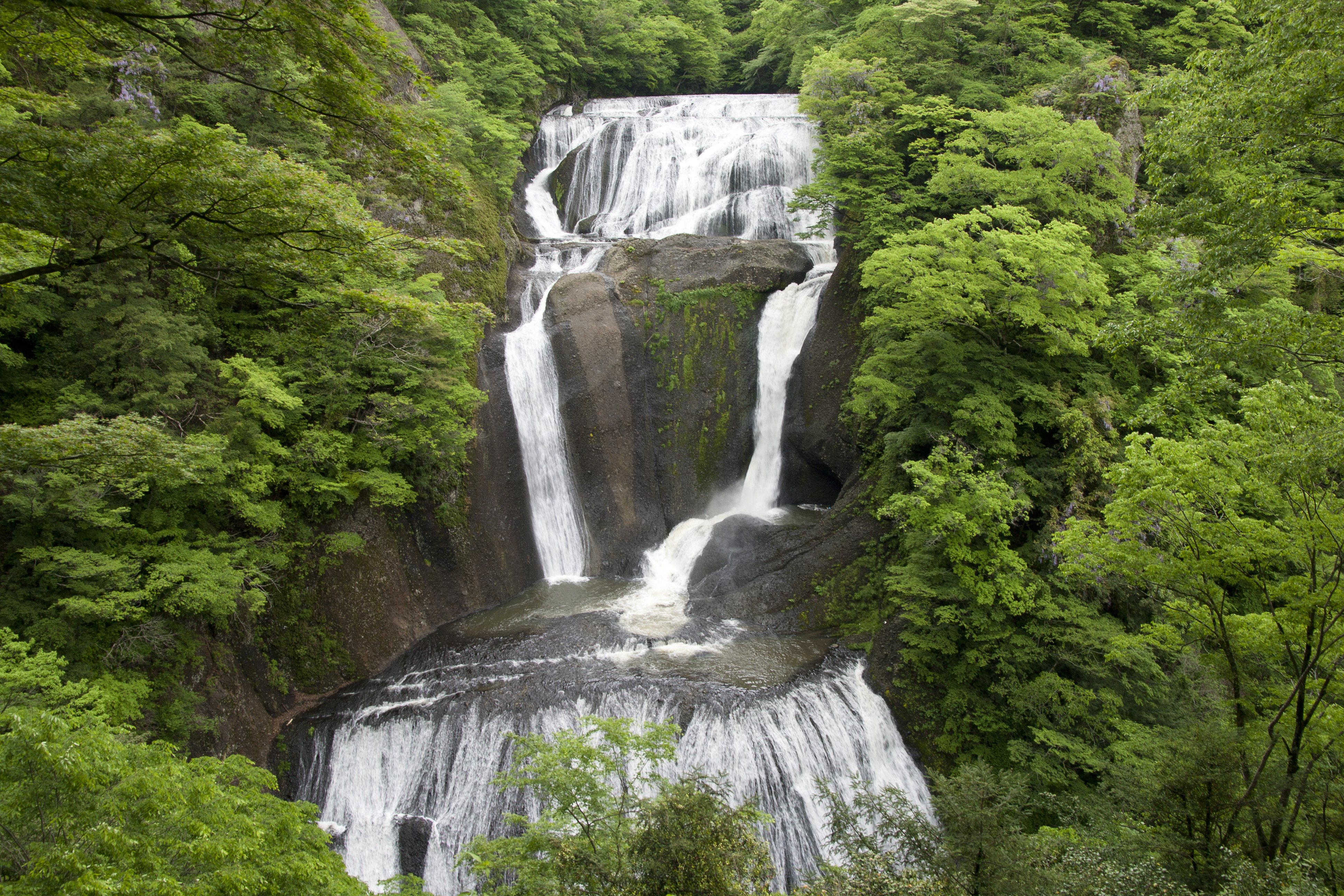
春の袋田の滝（5月）
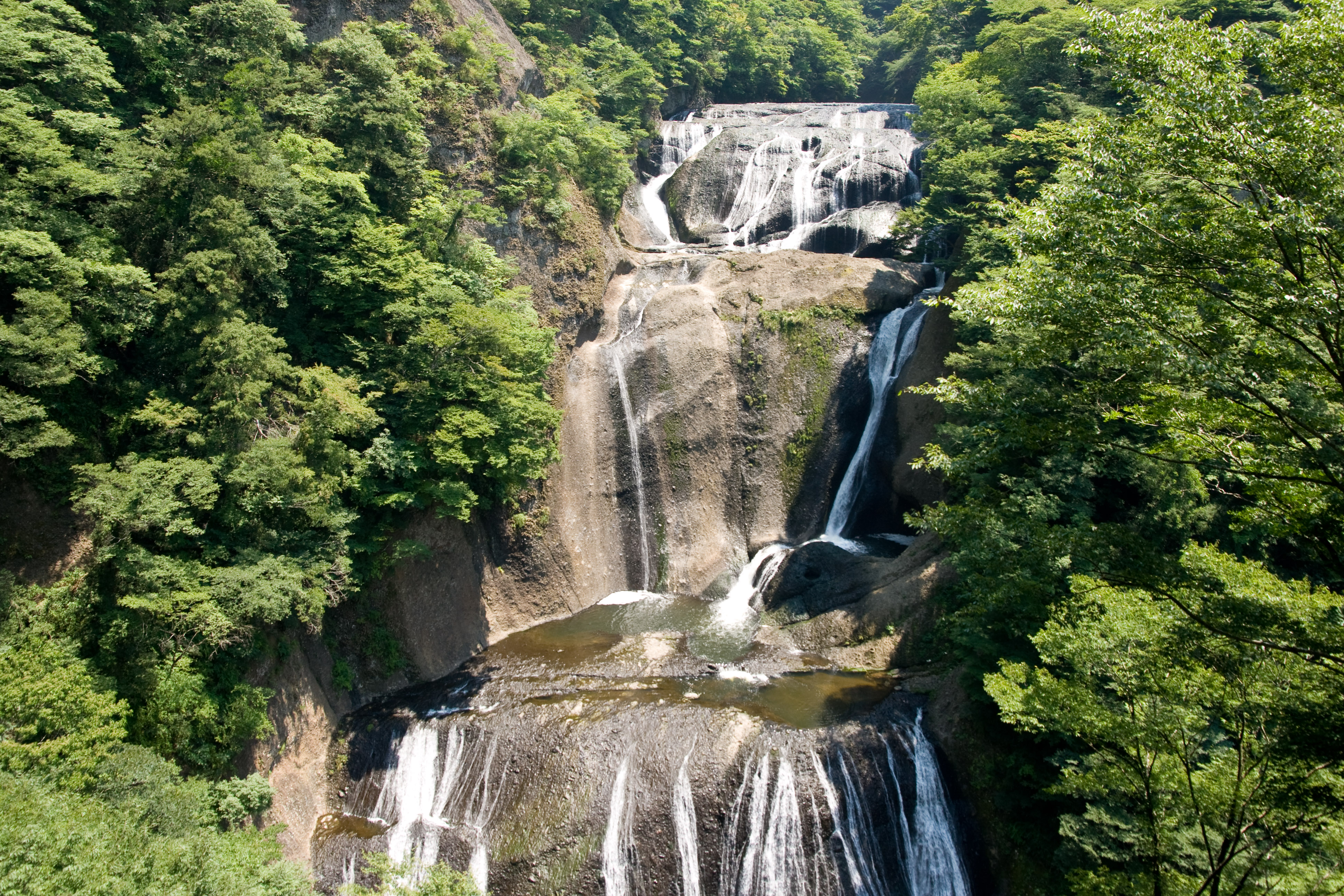
夏の袋田の滝（8月）
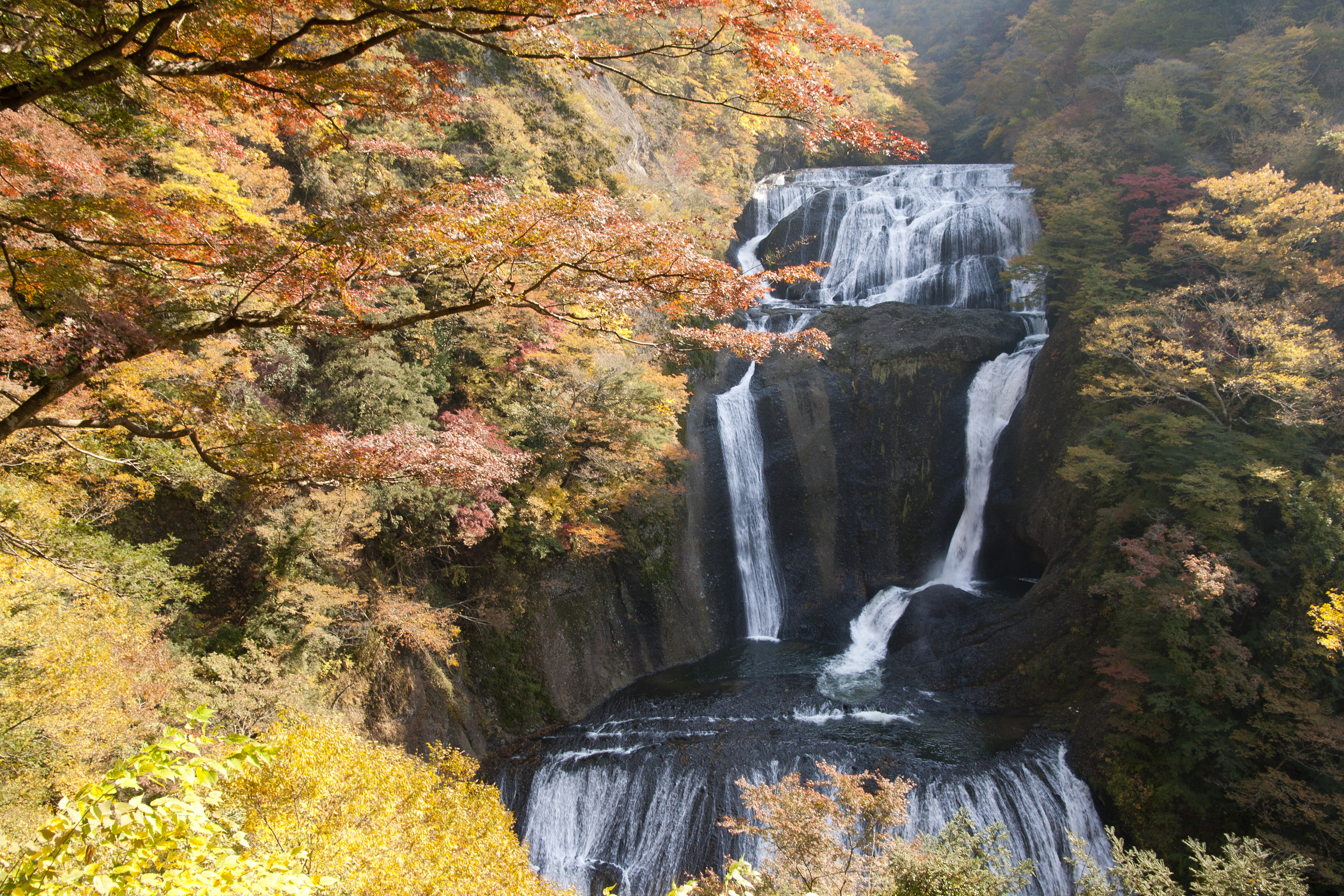
秋の袋田の滝（11月）
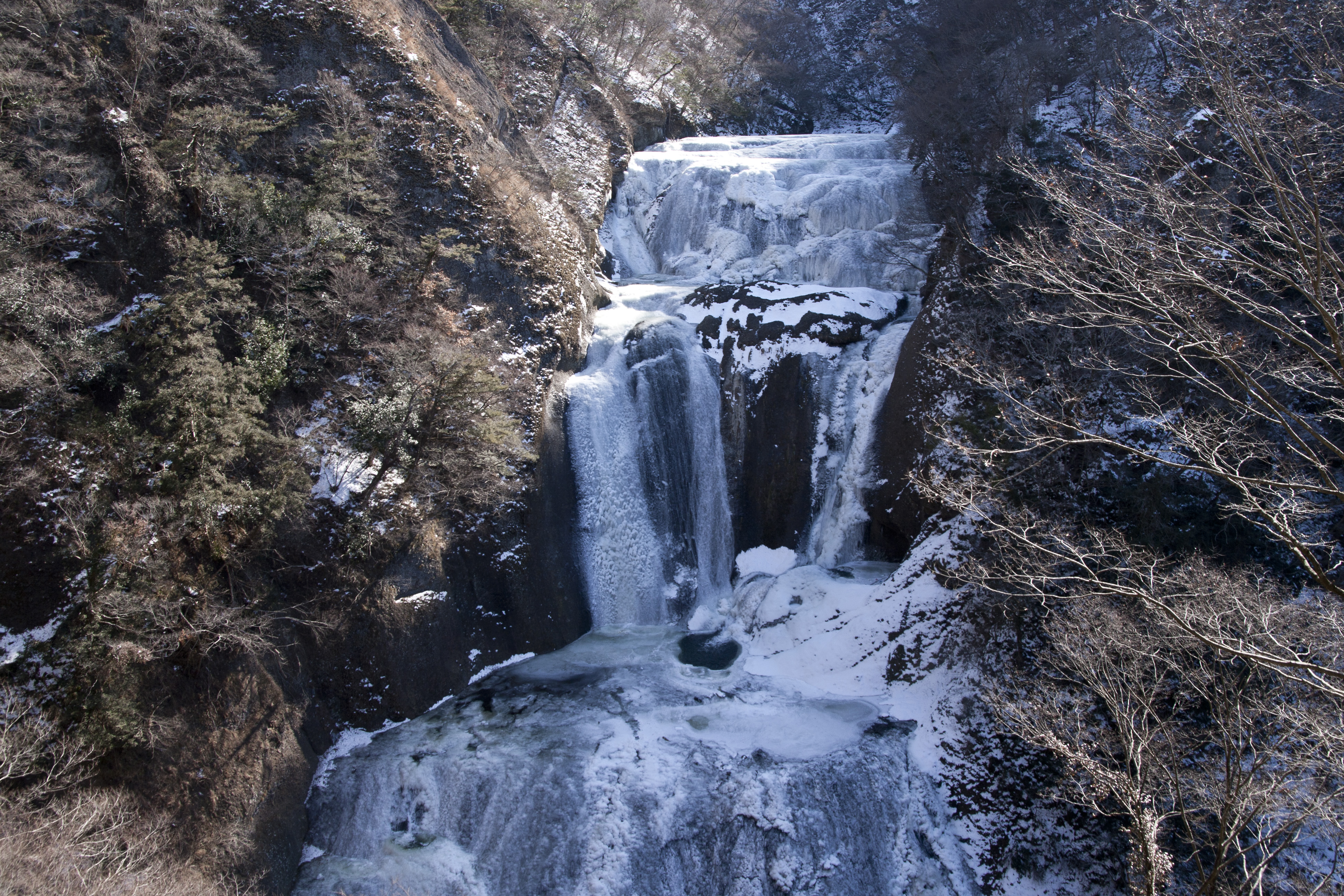
冬の袋田の滝（1月）
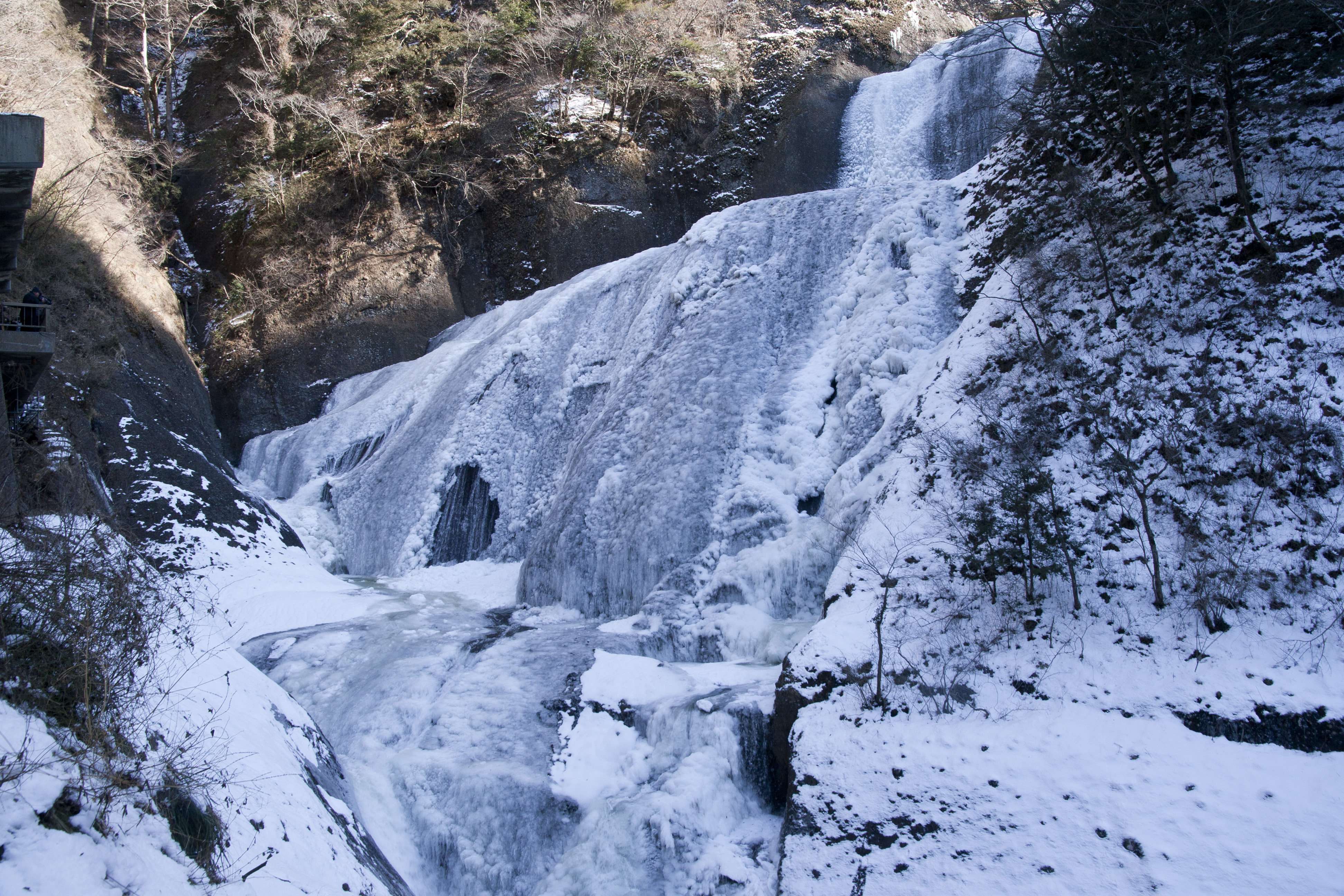
氷瀑となった袋田の滝（1月）
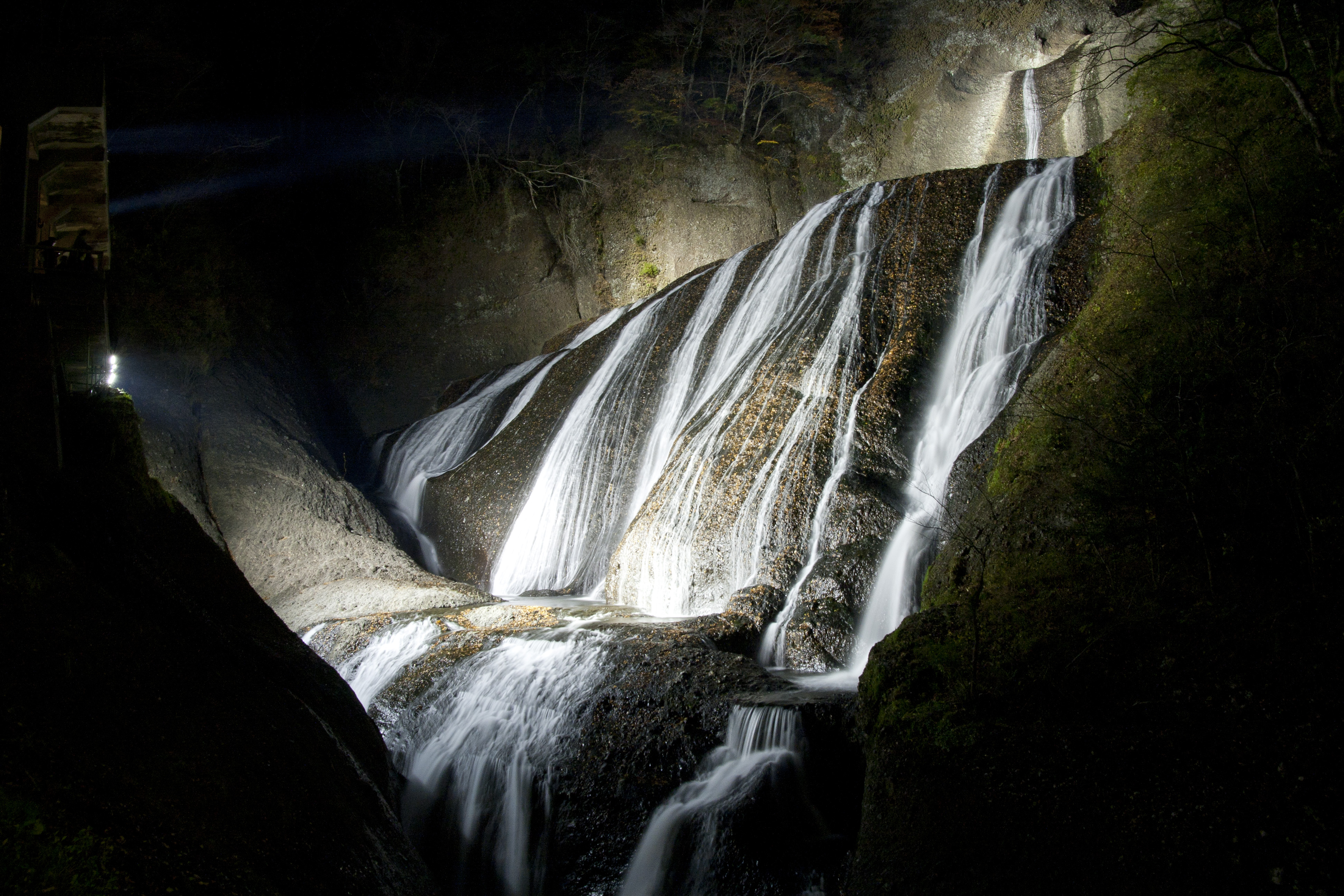
ライトアップ時の袋田の滝（11月）
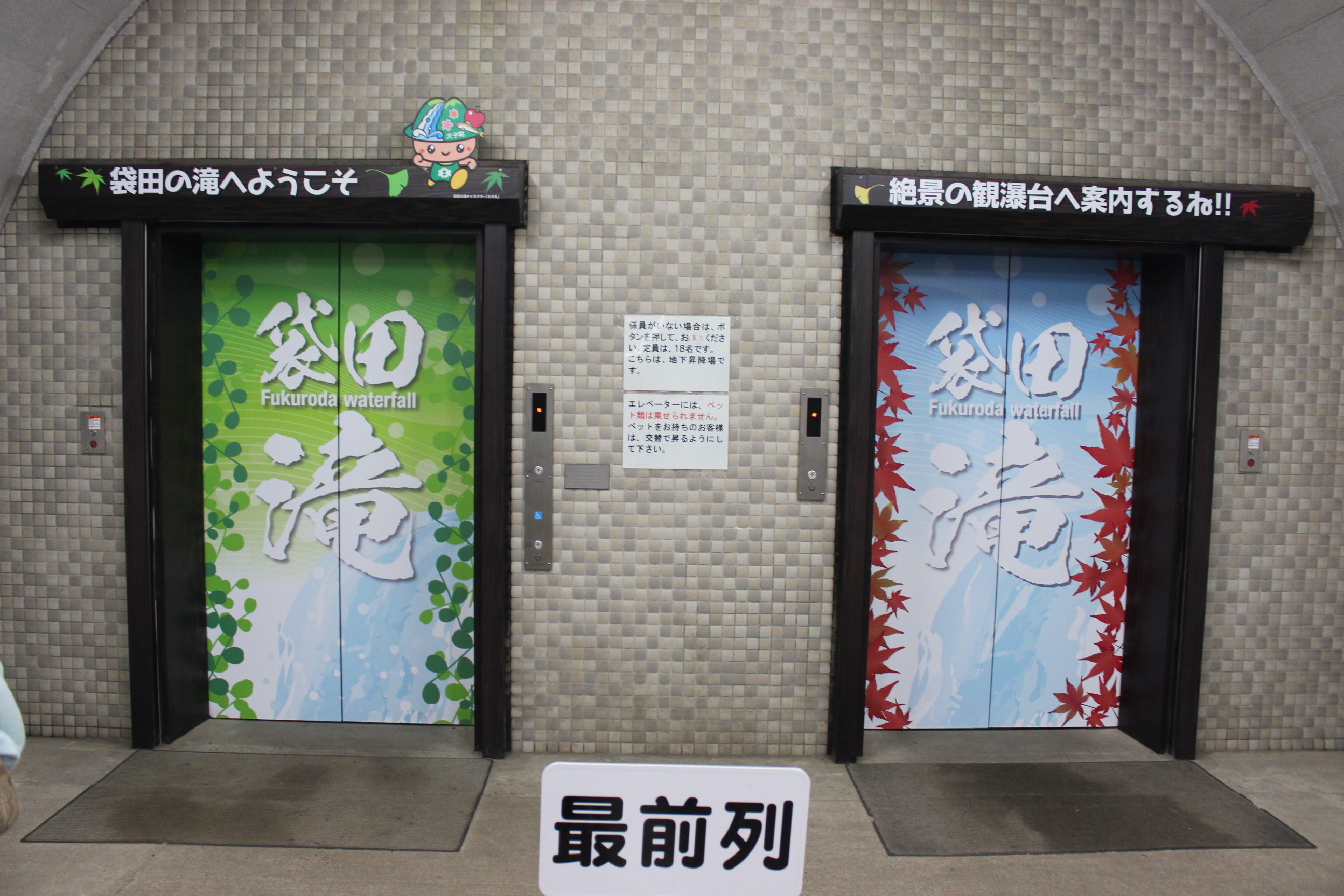
第2観瀑台へのエレベーター
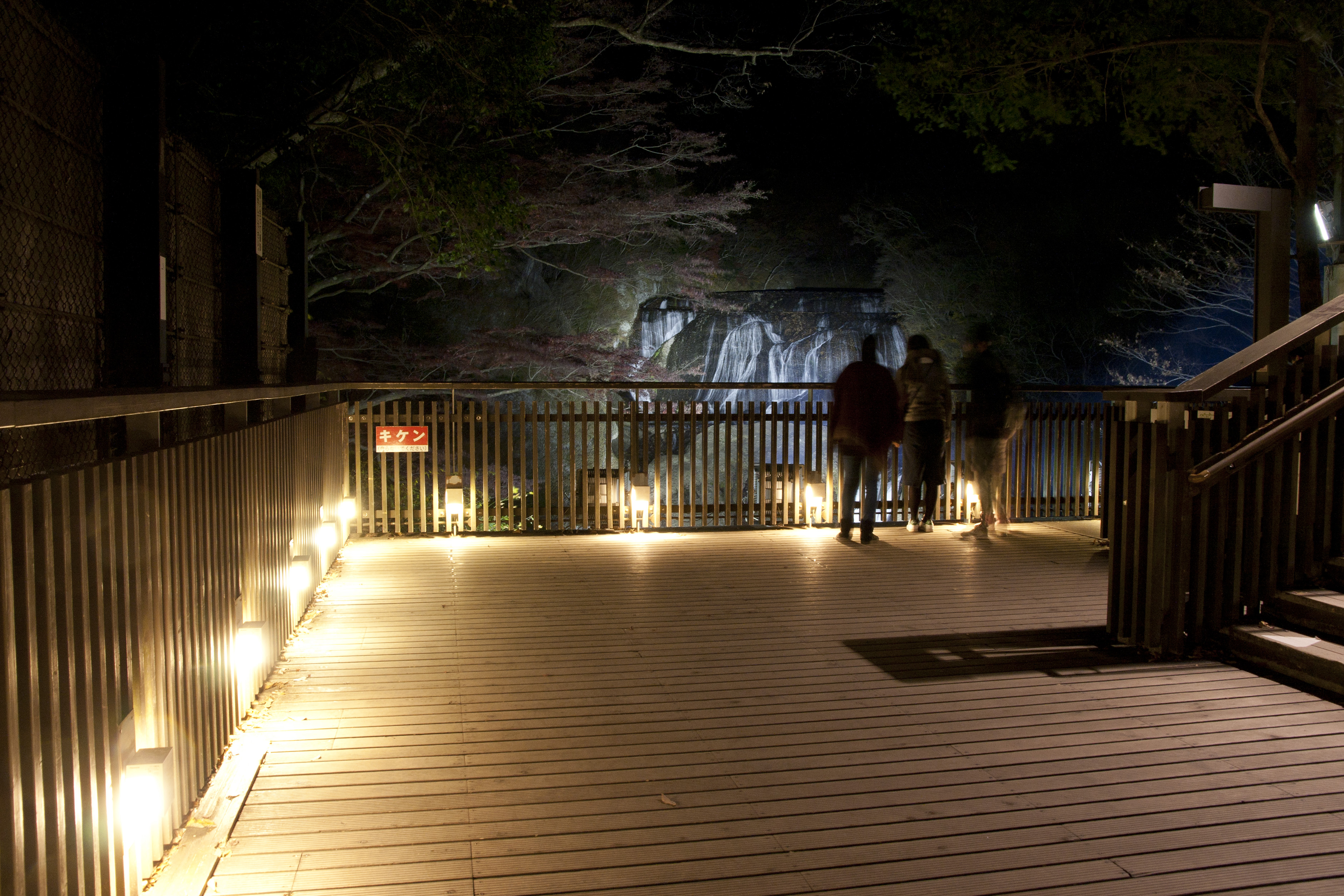
ライトアップ時の第2観瀑台

## 周辺情報
- 奥久慈温泉郷
  - 袋田温泉
  - 大子温泉
- 生瀬富士

## ロケが行われた作品
- CHAGE&ASKA「Sons and Daughters 〜それより僕が伝えたいのは」PV
- 『桜田門外ノ変』 ‐ 2010年の映画。滝が登場したのは一瞬だが、滝壺の間近に立つシーンを映すため、滝の上までロープを張って撮影していたという[8]。